# Băneasa (gmina w okręgu Giurgiu)
Băneasa – gmina w Rumunii, w okręgu Giurgiu. Obejmuje miejscowości Băneasa, Frasinu, Pietrele i Sfântu Gheorghe. W 2011 roku liczyła 5227 mieszkańców. 